# Mamboué
Mamboué est une commune rurale située dans le département de Boni de la province de Tuy dans la région des Hauts-Bassins au Burkina Faso.

## Géographie
La commune se trouve à moins de 2 km au sud-est de Boni et est traversée par la route nationale 1.
Mamboué est essentiellement peuplée de Bwas.

## Santé et éducation
Le centre de soins le plus proche de Mamboué est le centre de santé et de promotion sociale (CSPS) de Boni.

## Culture
La culture bwa est particulière présente et vivante dans le village, tout comme à Boni, avec ses masques en bois et en feuillage ainsi que de ses danses rituelles.
La scarification à main levée des corps (en particulier du tronc, dos et poitrine, et du visage) – par de très fins motifs géométriques – est aussi une pratique traditionnelle particulièrement importante du village de Mamboué, réalisée exclusivement par les femmes dont le savoir-faire est unique et rayonne dans toute la région.